# 苫前郡
- 令制国一覧 > 北海道 (令制) > 天塩国 > 苫前郡
- 日本 > 北海道 > 留萌振興局 > 苫前郡

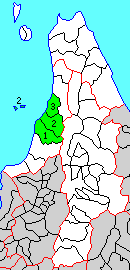
北海道苫前郡の位置（1.苫前町 2.羽幌町 3.初山別村）

苫前郡（とままえぐん）は、北海道（天塩国）留萌振興局の郡。
人口9,475人、面積1,206.77km²、人口密度7.85人/km²。（2025年6月30日、住民基本台帳人口）
以下の2町1村を含む。
- 苫前町（とままえちょう）
- 羽幌町（はぼろちょう）
- 初山別村（しょさんべつむら）

## 郡域
1879年（明治12年）に行政区画として発足して以来、郡域は上記2町1村のまま変更されていない。

## 歴史

### 郡発足までの沿革
苫前はもともと「とままい」と読んだ。江戸時代の苫前郡域は西蝦夷地に属し、慶長年間ころから松前藩によって北海道本島部分はトママイ場所が開かれ、またテウレ（天売島）とヤンケシリ（焼尻島）はテシホ場所に含まれていた。天明6年には苫前神社が創建されている。陸上交通は、南の増毛･留萌方面や北の天塩郡および北見国宗谷郡方面へは沿岸部を陸路で通行でき、特に文化年間以降、留萌場所などに馬を配置する際は北見国経由で送られていた。
江戸時代後期になると文化元年には天売の厳島神社と焼尻の弁天社（後の厳島神社）がそれぞれ創建され、文化4年南下政策を強力に進めるロシアの脅威に備え苫前郡域は天領とされた。また、文政年間に稲荷神社が創建。文政4年には一旦松前藩領に復したものの、安政2年再び天領となり庄内藩が苫前に出張陣屋を築き警固を行い、同6年以降、6藩分領により庄内藩領となっていた。戊辰戦争（箱館戦争）終結直後の1869年、大宝律令の国郡里制を踏襲して苫前郡が置かれた。

### 郡発足以降の沿革
- 明治2年

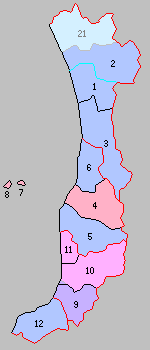
北海道一・二級町村制施行時の苫前郡の町村（4.羽幌村 5.苫前村 6.初山別村 7.焼尻村 8.天売村 赤：羽幌町 青：区域が発足時と同じ町村）

  - 8月15日（1869年9月20日） - 北海道で国郡里制が施行され、天塩国および苫前郡が設置される。開拓使が管轄。
  - 8月17日（1869年9月22日） - 水戸藩の管轄となる（北海道の分領支配）。
- 明治4年8月20日（1871年10月4日） - 再び開拓使の管轄となる。
- 明治5年
  - 4月9日（1872年5月15日） - 全国一律に戸長・副戸長を設置（大区小区制）。
  - 10月10日（1872年11月10日） - 4月に設置された区を大区と改称し、その下に旧来の町村をいくつかまとめて小区を設置（大区小区制）。
- 明治9年（1876年）9月 - 従来開拓使において随意定めた大小区画を廃し、新たに全道を30の大区に分ち、大区の下に166の小区を設けた。

- 第29大区
  - 2小区 ： 苫前村、白志泊村
  - 3小区 ： 力昼村
  - 4小区 ： 焼尻村、天売村

- 明治12年（1879年）7月23日 - 郡区町村編制法の北海道での施行により、行政区画としての苫前郡が発足。
- 明治13年（1880年）3月 - 留萌郡外六郡役所（留萌天塩中川上川苫前増毛郡役所）の管轄となる。
- 明治14年（1881年）7月 - 増毛郡外六郡役所（増毛留萌天塩中川上川苫前郡役所）の管轄となる。
- 明治15年（1882年）2月8日 - 廃使置県により札幌県の管轄となる。
- 明治19年（1886年）1月26日 - 廃県置庁により北海道庁札幌本庁の管轄となる。
- 明治27年（1894年） - 羽幌村が苫前村から分離して成立。同年白志泊村が苫前村に編入。
- 明治30年（1897年）11月5日 - 郡役所が廃止され、増毛支庁の管轄となる。
- 明治33年（1900年） - 初山別村が羽幌村から分離して成立。
- 明治35年（1902年）4月1日 - 北海道二級町村制の施行により、以下の町村が発足。（2村）
  - 苫前村（二級村） ← 苫前村、力昼村（現・苫前町）
  - 羽幌村（二級村、単独村制、現・羽幌町）
- 明治39年（1906年）4月1日 - 北海道二級町村制の施行により、焼尻村、天売村（いずれも二級村、単独村制）が発足。（4村）
- 明治42年（1909年）4月1日
  - 北海道二級町村制の施行により初山別村（二級村、単独村制）が発足。（5村）
  - 羽幌村が北海道一級町村制を施行。
- 大正3年（1914年）9月7日 - 増毛支庁の移転・改称により留萌支庁の管轄となる。
- 大正4年（1915年）4月1日 - 苫前村が北海道一級町村制を施行。
- 大正10年（1921年）7月1日 - 羽幌村が町制施行して羽幌町（一級町）となる。（1町4村）
- 昭和18年（1943年）6月1日 - 北海道一・二級町村制が廃止され、北海道で町村制を施行。二級町村は指定町村となる。
- 昭和21年（1946年）10月5日 - 指定町村を廃止。
- 昭和22年（1947年）5月3日 - 地方自治法の施行により北海道留萌支庁の管轄となる。
- 昭和23年（1948年）10月1日 - 苫前村が町制施行して苫前町となる。（2町3村）
- 昭和30年（1955年）4月1日 - 天売村が羽幌町に編入。（2町2村）
- 昭和34年（1959年）4月1日 - 焼尻村が羽幌町に編入。（2町1村）
- 平成22年（2010年）4月1日 - 留萌支庁が廃止され、留萌振興局の管轄となる。